# ぽこぽこ
『ぽこぽこ』は、太田出版が運営していた“読者による作品へのフキダシコメント投稿システム”を搭載したウェブコミック・小説配信サイト。
現在は更新を休止し、ウェブコミックは『Ohta Web Comic』へ引き継がれた。

## 概要
2011年4月14日に開設。
サイト登録不要。連載作品は無料配信・全話公開している。連載中作品には、フキダシの形でコメントを書き込める。スーパーバイザーは古屋兎丸。マスコットキャラクターはぽこぽこちゃん。配信以外には、作家に肖像画を依頼できる肖像画サービスを受け付けている。
先駆けて3月10日から16日まで定員500名によるモニターが行われ、当初は、2011年3月17日開設予定だった。しかし、開設が延期され、4月14日に本格オープンとなった。
2014年4月1日より、作家に肖像画を依頼できる「肖像画サービス」が開始。参加作者は、古屋兎丸、駕籠真太郎、大槻香奈。
ぽこぽこでスーパーバイザーを務める古屋兎丸が、マンガ界に新しい試みを、と発案したサービス。
5月より丸尾末広が参加し、本格的にサービス始動した。
2016年7月29日を以って更新を終了し、コミック連載は同日新設されたwebサイト『Ohta Web Comic』へ、特集記事や肖像画サービスは太田出版公式ウェブサイト
へ引き継がれた。

## コミック
連載作品の更新間隔は、週刊・隔週・月1回更新など作品によって異なる。詳細は公式サイトを参照。連載作品は全話公開で、原則として太田出版より刊行される。連載終了した作品もアーカイブとして配信されていた。

### 連載
- 駕籠真太郎の痛快! 歴史入門（駕籠真太郎、単行本は『真説★世界史大全』へ改題）
- 分校の人たち（山本直樹、「マンガ・エロティクス・エフ」から移籍、「Ohta Web Comic」で引き継ぎ連載、単行本全3巻）
- 今日のオトメちゃん（シモダアサミ、「マンガ・エロティクス・エフ」から移籍、単行本は『オトメちゃん』へ改題）
- でんぐばんぐ（ニコ・ニコルソン、単行本全2巻）
- イキガミ様（TAGRO）
- Tシャツ日和（芳崎せいむ）
- とある結婚（熊鹿るり）
- 寝台鳩舎（鳩山郁子）
- 無名のお笑い芸人がある日ゾンビに噛まれた結果（古泉智浩）
- 世界の終わりのいずこねこ（西島大介）
- ピコピコ少年SUPER（押切蓮介）
- ニンフ（今日マチ子、「マンガ・エロティクス・エフ」から移籍）
- 本が好き子さん（なるあすく）
- 水色の部屋（ゴトウユキコ）
- さよなら、またあした（松本藍、「マンガ・エロティクス・エフ」から移籍）
- きのこ人間の結婚（村山慶）
- ナカGの推しメン最強伝説 season2（ナカG）
- この世界には有機人形がいる（蜈蚣Melibe）
- こいのことば（緑のルーペ）
- ミミクリ（ai7n）
- 高校生のブルース（劔樹人）
- モウイイカイ？（海野螢）
- 超動力シリーズ（駕籠真太郎、単行本は『超動力蒙古大襲来』へ改題）
- デビルズ・ダンディ・ドッグス（作画・北上諭志、原作・村田らむ）
- となりの外国人（宮本福助）
- ふぞろいの空の下（米代恭、単行本は『おとこのことおんなのこ』へ改題）
- ナカGの推しメン最強伝説（ナカG）
- その男、甘党につき（えすとえむ）
- 8月のソーダ水（コマツシンヤ）
- 深夜0時にこんばんは（冬川智子）
- ナガサレール イエタテール（ニコ・ニコルソン）
- アンモラル・カスタマイズZ（カレー沢薫）
- 志乃ちゃんは自分の名前が言えない（押見修造）
- プリコロ（魔夜峰央）
- さきくさの咲く頃（ふみふみこ）
- ぼくらの☆ひかりクラブ（古屋兎丸）
- クレアボヤンス（FSc）
- ピコピコ少年TURBO（押切蓮介、次シリーズ『ピコピコ少年EX』が「Ohta Web Comic」で連載）
- ひらひら 国芳一門浮世譚（岡田屋鉄蔵）
- フキンシンちゃん（長嶋有とダイナマイトプロ、WEBコミック EDENへ移籍）

#### 未完
- 淡島百景（志村貴子、「Ohta Web Comic」にて連載中）
- 17月のパドールガ（磯谷友紀）
- お前も阪神ファンにしてやろうか。（王嶋環）
- むつのはな（岡田屋鉄蔵）

#### 再連載
- ゲームセンターあらし（すがやみつる、「コロコロ」・「別冊コロコロ」に掲載された各話を再連載）

### 読み切り
- アードルテとアーダルテ（中村明日美子、『王国物語』へ改題し「ウルトラジャンプ」にて連載中）
- 幾百星霜　スペシャル番外編「おはぎ」（雁須磨子）
- 幾百星霜　スペシャル番外編「かまぼこ」（雁須磨子）

## 読み物

### 連載
- まんがキッチン おかわり（福田里香）
- 週刊 超ファミコン（多根清史、阿部広樹、箭本進一）

#### 未完
- たゆたう、ゆれる（藤田貴大）

## 肖像画サービス
作家に肖像画を依頼できる。参加作者は、丸尾末広、古屋兎丸、駕籠真太郎、大槻香奈。
太田出版サイトに引き継がれた。

## 特集
著者インタビューや太田出版の刊行物にまつわるエピソードなど、ここでしか読めない内容が掲載されていた。
一部は太田出版サイトに引き継がれた。

## 立ち読み
太田出版で刊行されたコミックや小説が配信されていた。